# Nawozy potasowe
Nawozy potasowe – nawozy mineralne, których głównym składnikiem jest potas w formie kationu K+, będący makroskładnikiem pokarmowym dla roślin, niezbędny w międzymembranowym transporcie elektronów podczas asymilacji dwutlenku węgla (CO2) oraz pośrednio do biosyntezy związków organicznych – sumarycznie jego niedobór powoduje mniejsze wytwarzanie cukrów (monosacharydów i w efekcie skrobi).
Nawozami potasowymi są wypłukiwane i suszone sole mineralne głównie chlorek potasu z minerału sylwin lub kainit (nawóz potasowo-magnezowy), saletra indyjska (azotan potasu, 45–46% K2O, 12% N2), ewentualnie produkty z ich przerobu, jak np. kalimagnezja.
Wśród nawozów potasowych możemy wydzielić:
- chlorkowe, stosowane dla roślin niewrażliwych na nadmiar chloru, gdzie potas występuje w postaci chlorku potasu (KCl), np. kainit (8–10% K2O), sole potasowe;
- siarczanowe, tu potas występuje w postaci siarczanu potasu, może je stosować dla wszystkich roślin, np. kalimagnezja (26–30% K2O nawóz potasowo-magnezowy);

Nawozy potasowe dzieli się również na nisko- i wysokoprocentowe (32–51% K2O), np. sole potasowe, siarczan potasu, metafosforan potasu.
W Polsce gleby zazwyczaj są ubogie w ten składnik pokarmowy, wprowadza się go zwykle w postaci nawozów wieloskładnikowych (nawozy potasowo-magnezowe można zaliczyć do nawozów potasowych).